# Fathepur, Shorapur
Fathepur là một làng thuộc tehsil Shorapur, huyện Gulbarga, bang Karnataka, Ấn Độ.